# Lấy máu từ tĩnh mạch

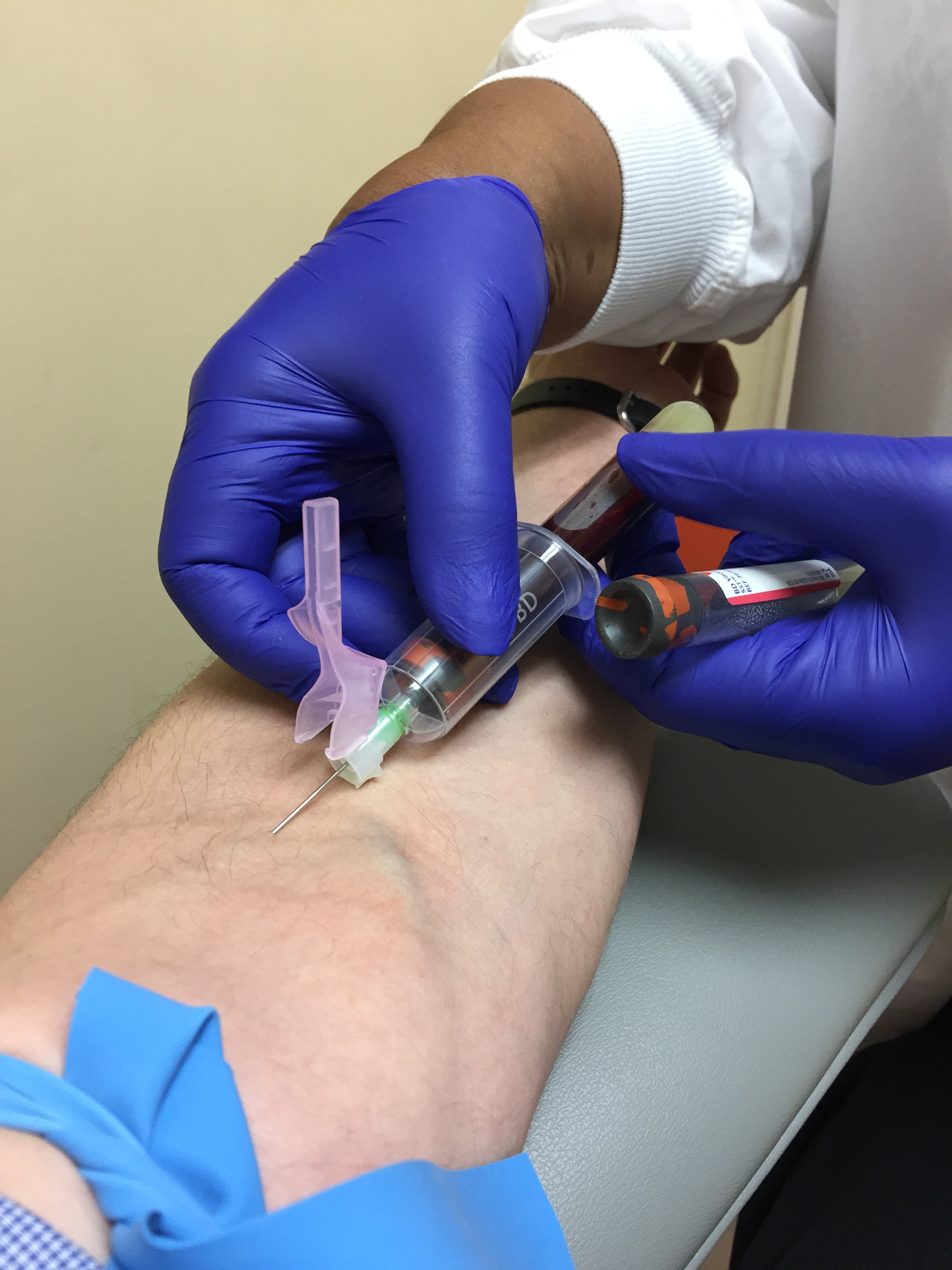
Lấy máu từ tĩnh mạch

Trong y học, lấy máu từ tĩnh mạch hoặc tiêm tĩnh mạch là quá trình lấy được đường truyền tĩnh mạch cho mục đích điều trị tiêm tĩnh mạch hoặc cho lấy mẫu máu của tĩnh mạch máu. Trong chăm sóc sức khỏe, quy trình này được thực hiện bởi nhà khoa học ngành y tế, bác sĩ, y tá, một số kỹ thuật viên cấp cứu (EMTs), các nhân viên trợ y (paramedics), bác sĩ trích máu, kỹ thuật viên lọc máu, và nhân viên điều dưỡng khác. Trong thú y, quy trình được thực hiện bởi bác sĩ thú y và kỹ thuật viên thú y.
Điều cần thiết là phải tuân theo một quy trình chuẩn lấy mẫu máu để có kết quả xét nghiệm chính xác. Bất kỳ lỗi nào trong việc lấy máu hoặc nộp các ống nghiệm đều có thể dẫn đến kết quả xét nghiệm sai.
Lấy máu từ tĩnh mạch là một trong những thủ thuật lấy máu được thực hiện thường xuyên nhất và được thực hiện vì một số lí do trong năm lý do sau:
1. Lấy máu cho mục đích chẩn đoán;
2. Để theo dõi công thức máu (Lavery & Ingram 2005).
3. Để quyết định phương pháp điều trị như thuốc, dinh dưỡng hoặc hóa trị liệu.
4. Để loại bỏ máu do lượng sắt hoặc hồng cầu dư thừa (hồng cầu).
5. Để thu thập máu cho những lần sử dụng sau, chủ yếu là truyền máu hoặc ở người hiến hoặc ở người khác.

Phân tích máu là một phương pháp chẩn đoán quan trọng có sẵn cho các bác sĩ lâm sàng trong chăm sóc sức khỏe.
Máu thường được lấy từ các tĩnh mạch nông ở chi trên. Các tĩnh mạch trung gian, nằm trong fossa của khối trước ở khuỷu tay, nằm sát bề mặt của da mà không có nhiều dây thần kinh lớn nằm gần đó.
Một lượng máu nhỏ có thể được lấy bằng cách lấy mẫu bằng ngón tay và thu thập từ trẻ sơ sinh tại gót chân hoặc từ tĩnh mạch da đầu bằng kim tiêm truyền có cánh.
Phlebotomy(rạch vào tĩnh mạch) cũng là phương pháp điều trị một số bệnh như hemochromatosis và đa hồng cầu nguyên phát và thứ phát.

## Biến chứng
Khi tiến hành nghiên cứu năm 1996 về những người hiến máu (một cây kim lớn hơn được sử dụng trong hiến máu hơn là chọc hút tĩnh mạch thông thường) cho thấy 1 trong số 6.300 người hiến máu bị chấn thương thần kinh.

## Chỉ định
- Bệnh nhân làm xét nghiệm Huyết học – Truyền máu: (VD: Tổng phân tích máu, đông máu cơ bản, HIV, HBsAg, HCV.) [4]
- Bệnh nhân mới vào viện hoặ đang nằm viện để theo dõi kết quả điều trị.[5]
- Bệnh nhân khi khám sức khỏe định kỳ[5]